# Petalium brevisetum
Petalium brevisetum là một loài bọ cánh cứng thuộc họ Ptinidae.